# Silly-la-Poterie
Silly-la-Poterie település Franciaországban, Aisne megyében. Lakosainak száma 114 fő (2022. január 1.). Silly-la-Poterie Faverolles, La Ferté-Milon, Oigny-en-Valois és Troësnes községekkel határos.

## Népesség
A település népessége az elmúlt években az alábbi módon változott:
| Lakosok száma | 133  | 110  | 132  | 142  | 127  | 131  | 126  | 121  | 118  | 114  |
|               | 1968 | 1982 | 1990 | 2006 | 2013 | 2015 | 2017 | 2019 | 2020 | 2022 |